# Schloss Belvedere
Schloss Belvedere är en barockslottsanläggning i stadsdelen Landstraße i Wiens historiska centrum. Den utformades av Johann Lukas von Hildebrandt (1668–1745) åt prins Eugen av Savojen (1663–1736). Övre Belvedere och Nedre Belvedere bildar tillsammans med den sammanhållande parkanläggningen en arkitektonisk helhet. De båda slottsbyggnaderna hyser idag konstmuseet Österreichische Galerie Belvederes samlingar, liksom ytterligare utrymmen för vandringsutställningar. Den 15 maj 1955, tio år efter andra världskrigets slut, undertecknade ockupationsmakternas utrikesministrar Det österrikiska statsfördraget "för återupprättandet av ett oberoende och demokratiskt Österrike" i Övre Belvedere.

## Det nedre Belvedere

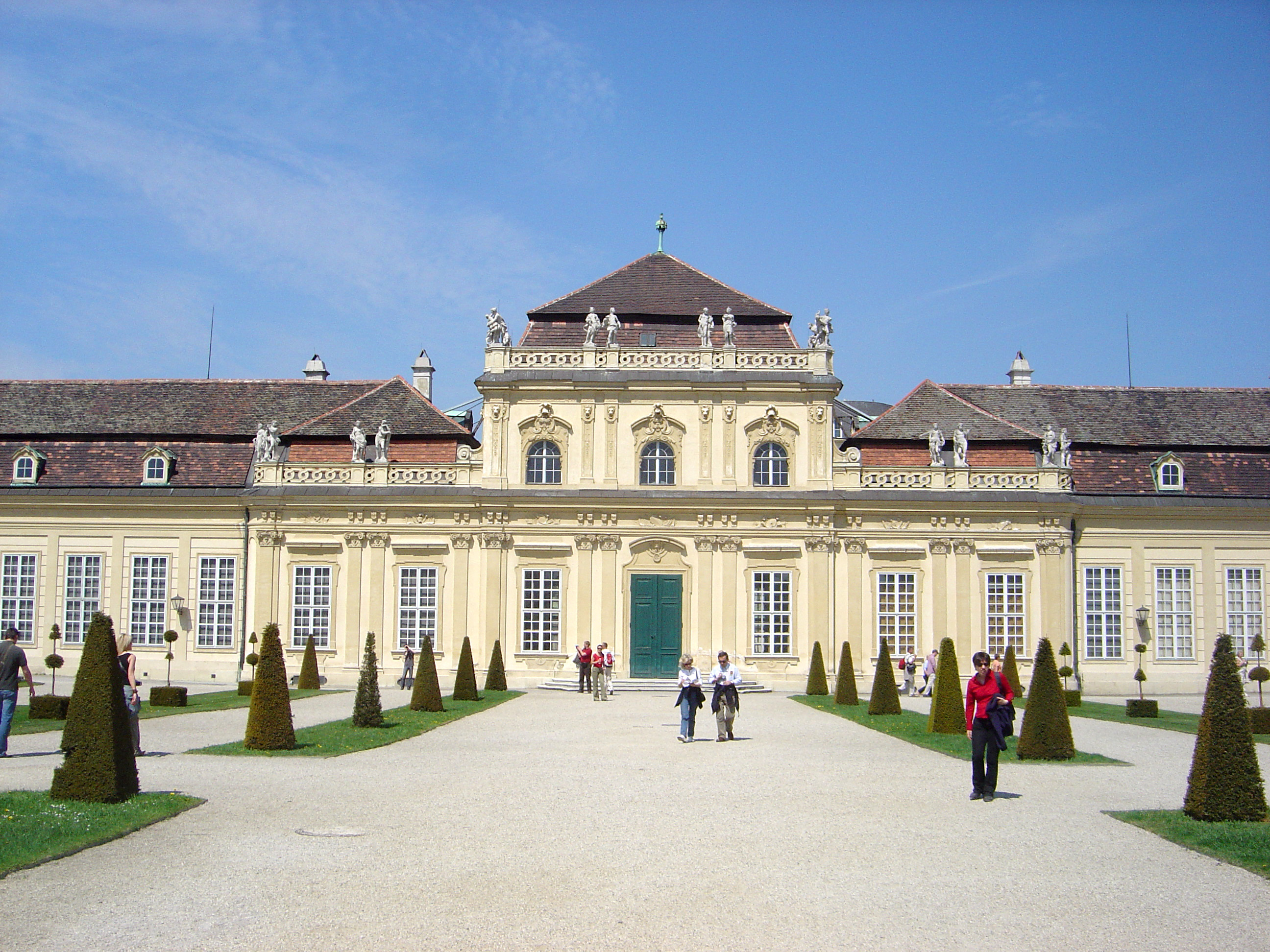
Nedre Belvedere, södra sidans mittparti.

Den ursprungliga idén avsåg ett trädgårdspalats. Prins Eugen av Savojen gav 1714 detta i uppdrag åt arkitekten Johann Lukas von Hildebrandt. Det viktiga stenhuggandet överläts åt mästarna Hans Georg Haresleben och Elias Hügel, båda från Kaisersteinbruch, ett gammalt centrum för brytning av hård kalksten och för stenhuggarkonst.
Vad som numera kallas Nedre Belvedere stod klart redan 1716. Bara en liten del var avsedd som bostad, störst utrymme tog ett Orangeri och ett Praktstall. "Marmorsalen" är byggnadens centrum och tjänade ursprungligen som representativ plats för mottagning av gäster. Originalet till den så kallade Donnerbrunnen, gjuten i en bly-zinklegering 1739 efter en modell gjord av barockskulptören Rafael Donner, finns numera till beskådan här. (Denna skulpturala fontänfiguration flyttades hit 1873 från torget Neuer Markt i Wiens innerstad och ersattes där av en bronsavgjutning.) Takmålningen av Martino Altomonte (1657-1745) visar prins Eugen som en ungdomlig hjälte och som Apollon omgiven av muser. I anslutning till denna marmorsal ligger åt väster Paradsovrummet och åt öster Taffelrummet. Paradsovrummets takmålning Afton och morgon är likaså av Altomonte med skenperspektiv av Marcantonio Chiarini (ca 1652 – 1730) och Gaetano Fanti. I ytterligare ett rum åt väster kan man se groteskornamentik av Jonas Drentwett (1650–1720).

## Park

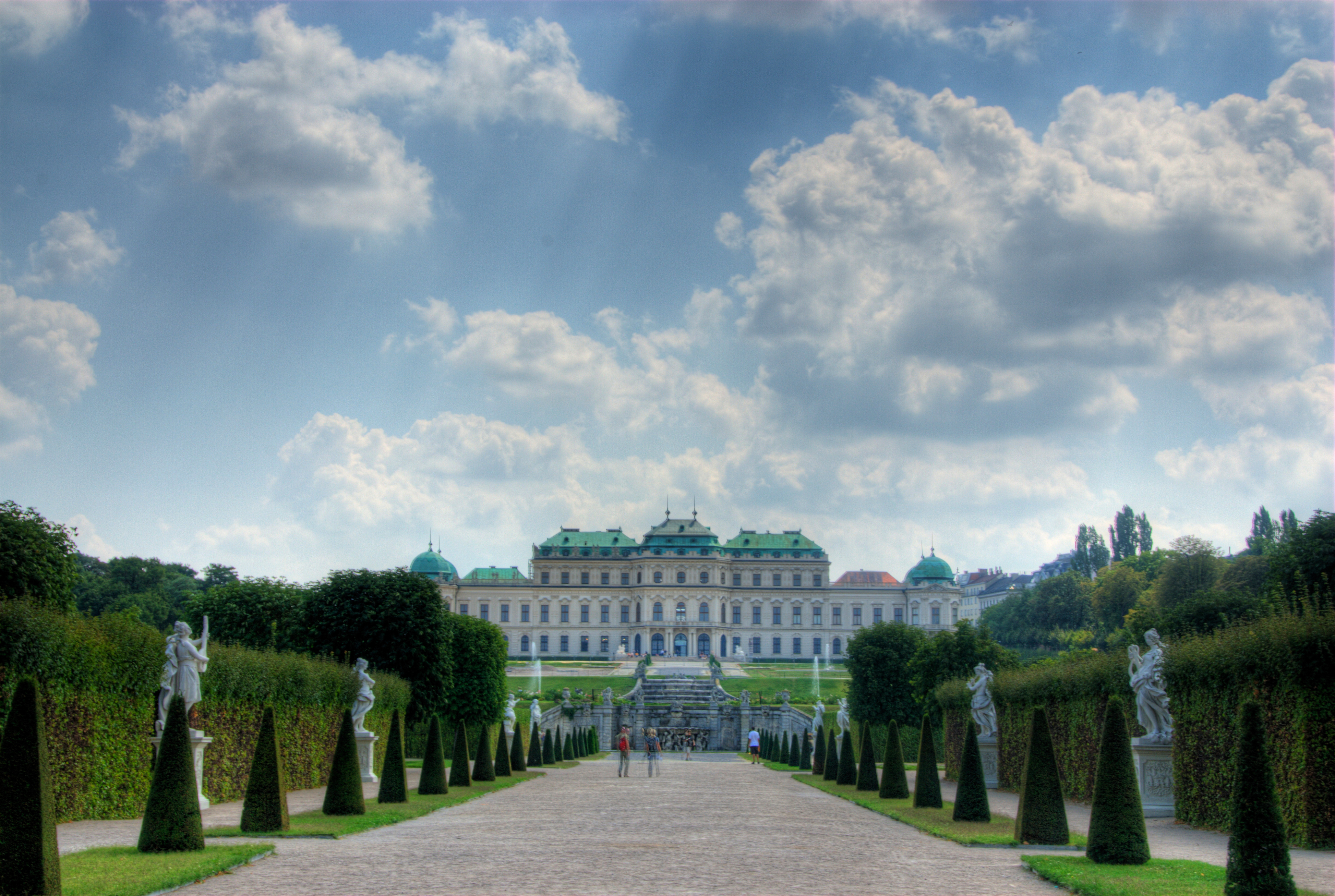
Övre Belvedere sett från parken.

Slottsparken är anläggningens äldsta del. Den anlades strax efter markköpet omkring år 1700 av den franske trädgårdsarkitekten och Le Nôtre-eleven Dominique Girard. De första terrasseringarna företogs vid denna tid. 
Då det Övre Belvedere ligger några meter högre än det Nedre, är skulpturernas tema utformat som ett uppstigande ur underjorden till Olympen. Mellan de båda områdena byggdes en fritrappa. Sedan 1780 är anläggningen tillgänglig för allmänheten.

## Det övre Belvedere
Övre Belvedere var ursprungligen enbart tänkt att bli en liten byggnad som skulle avsluta parken. Senare, när slottet blev sommarresidens åt Eugen av Savojen, fortsatte dock prinsen att bo i Nedre Belvedere, medan det Övre snarare användes för representation. Den enda arvtagerskan till prinsen, brorsdottern Anna Victoria av Savojen, lät auktionera bort alla inventarier, tillika biblioteket, så att ingenting längre erinrar om den ursprungliga inredningen.
Då Övre Belvedere senare tillföll kejsarfamiljen Habsburg, var det tidvis ett slags andra familjesäte. Tillsammans med sin stab residerade slutligen ärkehertig Franz Ferdinand här, tronföljaren som mördades 1914 genom skotten i Sarajevo.

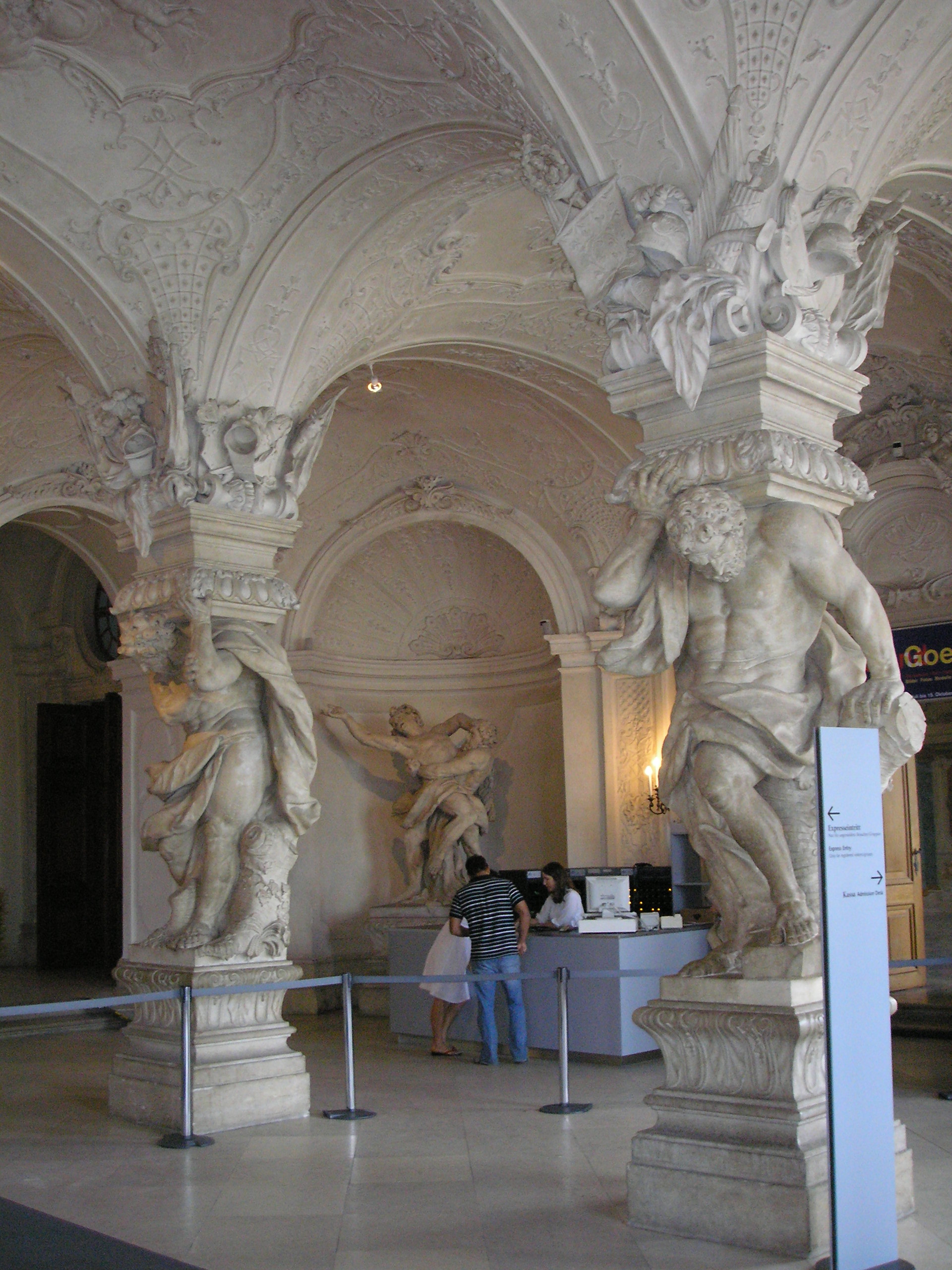
Atlanter i Sala terrana.

Byggnaden uppfördes i samspel med den omgivande naturen 1721–1723. Från början fanns många fler öppna salar och gallerier. Framför ingångssidan finns en damm, i vilken slottet speglas. Byggnaden består av flera partier ("paviljongsystem"), vilket gör siluetten väldigt växlingsrik. Varje parti är försett med en egen takkonstruktion.
Sala terrena i markplanet var ursprungligen öppen. Den blev emellertid helt ombyggd sedan en av atlanterna hade rasat och är numera inte vad den var. Här bevarade prins Eugen sitt mytomspunna bibliotek, vilket idag återfinns i Praktsalen på Österrikiska nationalbiblioteket. Även hans konstsamling var placerad här.

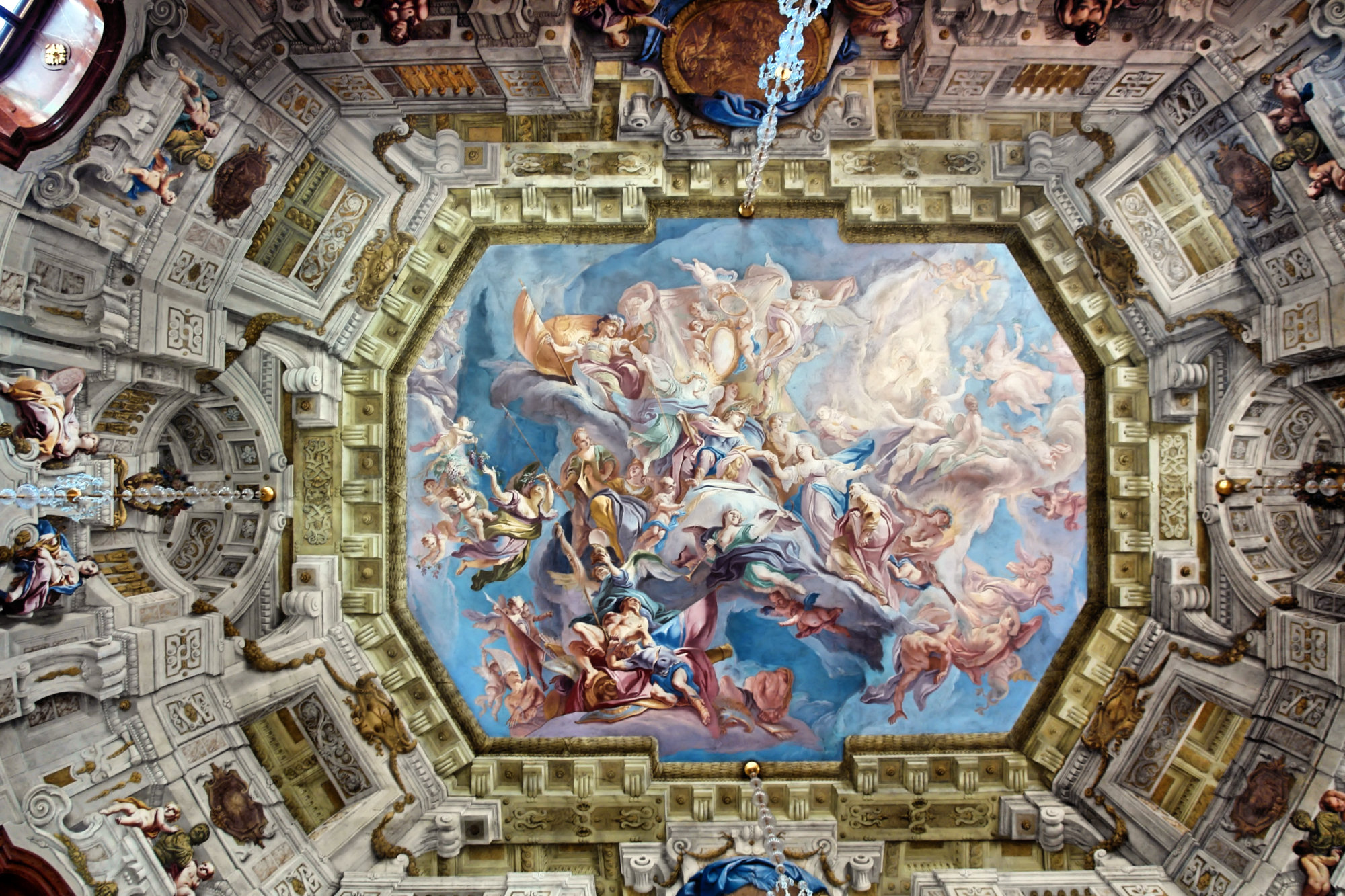
Fresk i marmorsalens tak. Det enda "verkliga" är de båda fönsterramarna till vänster och de fyra lamporna. Allt annat är illusion i ett nästan platt tak.

Även här i Övre Belvedere är marmorsalen byggnadens centrum. Den är utsmyckad med en takmålning av den lombardiske freskomålaren Carlo Innocenzo Carlone (1686-1775), under senare tid även tillskriven Marcantonio Chiarini, som tros ha utfört ytterligare skenperspektiv här liksom i Nedre Belvedere. Runt om, i forna bostadsrum, visas idag samlingar från österrikisk fin de siècle och jugend. I kapellet finns likaså fresker av Carlone, altarbilden härrör från Francesco Solimena.
På gårdens östliga kortsida fanns ett menageri.

### Fotnoter
1. ↑   Andreas Rohatsch: Leithakalk aus Kaisersteinbruch, Zusammenfassung der Untersuchungsergebnisse. Verwendungsbeispiele Schloss Neugebäude, Unteres Belvedere. Ur: Elfriede Iby (red.) Schloss Schönbrunn: Zur frühen Baugeschichte, Wissenschaftliche Reihe Schönbrunn, Bd. 2, 1996. s 41